# Basílio IV da Rússia
Basílio IV (22 de setembro de 1552 – 12 de setembro de 1612) foi o Czar da Rússia de 1606 até ser deposto em 1610 durante o Tempo de Dificuldades. Era filho de Ivan Shuyski e Marta Feodorovna.
Foi ele quem, obedecendo a ordens secretas do czar Boris, foi a Uglitch para investigar a causa da morte do czarevich Demétrio Ivanovitch, um dos filhos de Ivã IV, que falecera misteriosamente na cidade. Basílio relatou que teria sido um caso de suicídio, apesar de muitos rumores do czarevich ter sido assassinado por ordens do regente Boris Godunov. Alguns suspeitaram que Demétrio escapara do assassinato e que outro garoto teria sido morto em seu lugar, o que motivou a contínua aparição de impostores. Com a morte de Boris, que havia se tornado tsar, e a ascensão de seu filho Teodoro II, Basílio retrata-se visando o apoio do pretendente Demétrio I, que tentava adquirir o trono se fazendo passar pelo czarevich falecido. Basílio reconhece o pretendente como o "verdadeiro" Demétrio apesar de ter afirmado anteriormente que o garoto cometera suicídio. Isso ajudou a justificar o assassinato de Teodoro, que já estava sendo planejado por grupos descontentes.
Posteriormente, Basílio conspirou contra o Falso Demétrio, além de confessar publicamente que o verdadeiro Demétrio estava morto e que o tsar era um impostor, estimulando o seu assassinato em maio de 1606. Logo em seguida, os partidários de Basílio o proclamaram tsar (19 de maio de 1606).
Ele reinou até 19 de julho de 1610, mas nunca possuiu o devido reconhecimento.  Até mesmo em Moscou ele tinha pouca ou nenhuma autoridade e somente não foi deposto pelos mais influentes boiardos por não terem ninguém para colocar em seu lugar.
Somente a popularidade do seu primo, príncipe Mikhail Skopin-Chuiski, que liderou suas forças, além de soldados da Suécia, cuja assistência foi obtida com a concessão de territórios russos, o preservou por mais algum tempo no trono. Sigismundo III Vasa da Polônia considerou os acordos com a Suécia um pretexto para a guerra, e, em outubro de 1609, sitia Smolensk. Alguns meses depois, diante do avanço das tropas polonesas, os moscovitas se revoltam. Em 27 de julho de 1610, Basílio é deposto por antigos príncipes partidários (Vorotinsky e Mstislavsky) e transportado para Varsóvia pelo hetman polonês Stanislaus Zolkiewski. Morreu encarcerado no castelo de Gostynin, próximo à Varsóvia, em 1612.